# 7043 Godart

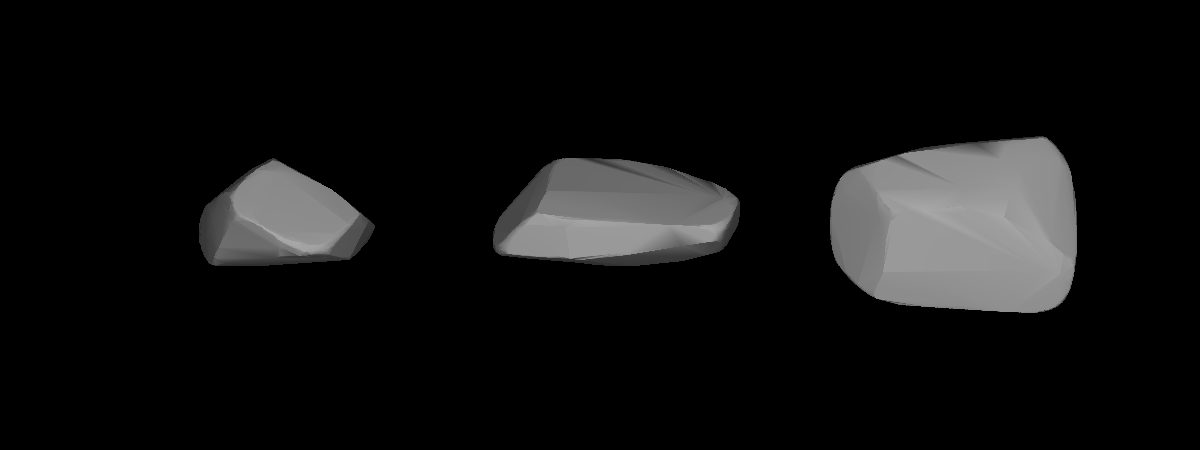
7043 Godart

7043 Godart eller 1934 RB är en asteroid i huvudbältet som upptäcktes 2 september 1934 av den belgiske astronomen Eugène Joseph Delporte i Uccle. Det har fått sitt namn efter den belgiske matematikern, Odon Godart.
Asteroiden har en diameter på ungefär 5 kilometer.